# Processus rp

Schéma de principe du processus rp.
(Annoté en anglais.)

Le processus rp est un ensemble de processus astrophysiques conduisant à la nucléosynthèse d'éléments chimiques lourds par capture rapide de protons — rp signifie rapid proton capture en anglais. Il s'agit d'un mode de nucléosynthèse stellaire qui serait, avec le processus r et le processus s, à l'origine de la plupart des éléments chimiques les plus lourds. Néanmoins, alors que les processus r et s conduisent à des noyaux riches en neutrons, le processus rp conduit au contraire à des noyaux riches en protons. L'élément de masse le plus élevé susceptible d'être généré par ce type de réactions n'est pas connu avec certitude, mais des analyses tendent à établir que, dans les étoiles à neutrons, le processus rp ne pourrait se poursuivre au-delà du tellure (Z = 52). Il est en effet arrêté par la désintégration α au niveau du tellure 104, le nucléide le plus léger pour lequel la désintégration α a été observée, bien que des isotopes plus légers du tellure soient également susceptibles de connaître une désintégration α, ainsi que des isotopes légers de l'antimoine. À ce stade, toute capture de proton supplémentaire déclenche une émission de proton ou une émission α. Ce processus terminal est appelé cycle étain-antimoine-tellure.

## Conditions
Le processus rp se déroule en milieu riche en hydrogène et à très haute température (au-delà du milliard de kelvins) pour qu'un flux important de protons puisse franchir la barrière coulombienne entourant les noyaux auxquels ils s'incorporent. Ces derniers proviendraient des réactions du cycle CNO. La capture de protons du processus rp est généralement en compétition avec des réactions (α, p), car les environnements riches en hydrogène qui sont le siège de réactions CNO sont également riches en hélium. La vitesse du processus rp est limitée par la désintégration β+ à l'approche de la limite de stabilité des protons, car l'interaction faible intervient de façon notoirement plus lente que l'interaction forte et l'interaction électromagnétique.

## Sites possibles
Les sites envisagés comme siège des processus rp sont les systèmes binaires comportant une étoile à neutrons, qu'il s'agisse de novae ou de sursauteurs X de type I. Dans de tels systèmes, la matière de l'étoile conventionnelle est aspirée par le champ gravitationnel intense de l'étoile à neutrons, pour former un disque d'accrétion, précisément constitué de matière riche en hydrogène chauffée à très haute température par sa vitesse élevée, qui s'accumule sur l'étoile à neutrons jusqu'à y déclencher un flash thermonucléaire d'hydrogène et d'hélium ; au cours de ce flash, la température serait suffisante pour déclencher les réactions du processus rp.
Alors que la durée d'un flash thermonucléaire n'excède pas une seconde, le processus rp qu'il déclenche peut persister plusieurs dizaines de secondes : ces réactions apparaissent comme un phénomène rémanent à la suite des sursauts de rayons X.